# Лінкольн (Пенсільванія)
Лінкольн (англ. Lincoln) — місто (англ. borough) в США, в окрузі Аллегені штату Пенсільванія. Населення — 932 особи (2020).

## Географія
Лінкольн розташований за координатами 40°17′30″ пн. ш. 79°51′35″ зх. д. / 40.29167° пн. ш. 79.85972° зх. д. (40.291528, -79.859751).  За даними Бюро перепису населення США в 2010 році місто мало площу 12,97 км², з яких 12,43 км² — суходіл та 0,55 км² — водойми.

## Демографія
Згідно з переписом 2010 року, у селищі мешкали 1072 особи в 437 домогосподарствах у складі 310 родин. Густота населення становила 83 особи/км².  Було 477 помешкань (37/км²).
Расовий склад населення:
| - 98,3 % — білих - 0,7 % — чорних або афроамериканців - 0,4 % — азіатів - 0,1 % — корінних американців |

До двох чи більше рас належало 0,6 %. Частка іспаномовних становила 0,2 % від усіх жителів.
За віковим діапазоном населення розподілялося таким чином: 18,7 % — особи молодші 18 років, 61,4 % — особи у віці 18—64 років, 19,9 % — особи у віці 65 років та старші. Медіана віку мешканця становила 47,0 року. На 100 осіб жіночої статі у селищі припадало 100,7 чоловіків;  на 100 жінок у віці від 18 років та старших — 102,1 чоловіків також старших 18 років.
Середній дохід на одне домашнє господарство  становив 59 986 доларів США (медіана — 48 393), а середній дохід на одну сім'ю — 73 117 доларів (медіана — 65 329). Медіана доходів становила 42 344 долари для чоловіків та 37 813 долари для жінок. За межею бідності перебувало 9,2 % осіб, у тому числі 14,3 % дітей у віці до 18 років та 5,9 % осіб у віці 65 років та старших.
Цивільне працевлаштоване населення становило 463 особи. Основні галузі зайнятості: освіта, охорона здоров'я та соціальна допомога — 20,7 %, виробництво — 16,2 %, роздрібна торгівля — 13,6 %, будівництво — 12,3 %.